# فلحان (الطفة)

تعديل مصدري - تعديل

فلحان هي إحدى قرى عزلة المساحرة بمديرية الطفة التابعة لمحافظة البيضاء، بلغ تعداد سكانها 86 نسمة حسب تعداد اليمن لعام 2004.